# Spider-Man: Turn Off the Dark
Spider-Man: Turn Off the Dark é um rock musical com músicas e letras compostas pelos membros da banda de rock irlandesa U2, Bono e The Edge e o livro por Julie Taymor, Glen Berger e Roberto Aguirre-Sacasa. O musical é baseado no personagem de HQ Homem-Aranha, criado por Stan Lee e Steve Ditko, publicado pela Marvel Comics, assim como no filme de 2002 a respeito do personagem fictício aracne. O musical conta a história da origem do personagem, seu romance com Mary Jane e suas batalhas com o vilão Duende Verde. O show inclui acrobacias altamente técnicos, tais como atores balançando em "teias" e várias cenas de combate aéreo. Na primeira prévia da performance, estes desafios técnicos causaram várias longas interrupções. Vários atores foram feridos durante os ensaios e as prévias inspeções.
Spider-Man é a mais cara produção da Broadway e teve maior pré-estreia (182 performances de pré-estreia) na história. Embora o musical tenha começado em novembro de 2010, a abertura oficial foi adiada várias vezes. Depois de receber o feedback de audiências na pré-estreia e comentários severos dos críticos, as pré-estreias foram suspensas em abril de 2011. A diretora Julie Taymor deixou a produção, como o co-diretor Philip William McKinley foi trazido para redirecionar partes dos shows. O musical do livro foi revisto, e novas pré-estreias começaram em 12 de maio com a abertura oficial em 14 de junho de 2011. A recepção crítica da abertura foi melhor do que a versão anterior, mas misturado na melhor das hipóteses, com louvor para os efeitos visuais, entretanto, pouco entusiasmo para o livro e pontuação.

## Descrição
Embora muitas vezes descrito como um rock musical, a produção que alguns comentaristas têm afirmado "ter efetivamente distanciado os seus pares e causou alguma confusão quando se trata de tempo para descrever o show". The Edge afirmou que ele não tinha certeza a que descrição usar para a produção, porque "são elementos de rock n' roll, elementos de circo, elementos de ópera e de teatro musical". Bono, admitindo que sua descrição era um pouco "pretensiosa", referiu-se a ele como um "surgimento, surgimento da ópera", dizendo que Julie Taymor chamou-a de "rock n' roll dramático de circo". Bono também descreveu a produção como "lutando com as mesmas coisas, como Rainer Rike, William Blake, Wings of Desire, Roy Lichtenstein e Ramones". No programa especial da CBS, 60 Minutes, declarou que está sendo chamado de "história em quadrinhos de ópera-rock de circo", embora neste segmento Bono observou que, mesmo usando o "rock" para descrever a música, é muito limitado uma descrição, porque "nos movemos para fora do idioma do rock n' roll em territórios muito novos para nós... incluindo grandes trilhas sonoras e canções dance".
Foi afirmado no início, em relação a produção, como "o show mais técnico e complexo já visto na Broadway, com 27 seqüências aéreas de personagens voadores", se engajando em combates aéreos. A produção não só apresenta acrobacias, como também inclui uma "variedade de cenas ensaiadas que colocam a audiência no centro da ação, como se a platéia estivesse participando das cenas" e projeções suficientes para ecrãs gigantes, com Bono dizendo que "é como se ele fosse um romance gráfico tridimensional". A história original tratada às origens do Homem-Aranha, foi semelhante a história do filme de 2002, mas teceu em uma história sobre um vilão envolvido baseado no aracne. Na versão reescrita, a trama corta perto da história em quadrinhos, do cinema, guarnições, e transforma o papel do aracne em um "espírito dos sonhos de Homem-Aranha".

### Produção na Broadway
Spider-Man: Turn Off the Dark não teve eliminatórias fora da cidade, por causa das exigências técnicas da produção, que foram projetados para o Teatro Foxwoods, na Broadway. A pré-estréia do musical começou no teatro em 28 de dezembro de 2010. Depois de muitos atrasos, a noite de abertura oficial de gala ocorreu em 14 de junho de 2011.
A criativa equipe, originalmente incluindo a diretora Taymor e o coreógrafo Daniel Ezralow, com design cênico por George Tsypin, figurinos de Eiko Ishioka e iluminação por Donald Holder. Uma "ampla equipe criativa", anunciou em 9 de março de 2011, incuindo Philip William McKinley, juntando-se à produção como "consultor" (quando Taymor deixa a produção). Também inclui a adição de Chase Brock para a coreografia adicional e Roberto Aguirre-Sacasa, como escritor adicional. Taymor manteve seus créditos originais em Spider-Man.
O elenco da noite de abertura caracterizou Reeve Carney como Peter Parker/Homem-Aranha, Jennifer Damiano como Mary Jane Watson, Patrick Page como Norman Osborn/Duende Verde, T. V. Carpio como Aracne, Michael Mulheren como J. Jonah Jameson, Marks Ken como Tio Ben, Isabel Keating como Tia May, Brown Jeb como pai de Mary Jane Watson, Matt Caplan como o valentão da escola, Flash Thompson, Laura Beth Wells como Emily Osborn.
Devido às exigências físicas do papel, Carney compartilha o papel de Homem-Aranha com Matthew James Thomas, que aparece em duas das performances a cada semana.

### Planejamento da produção
Os produtores afirmaram que planejaram para abrir duas produções residentes do show em Londres, Inglaterra, e Hamburgo, na Alemanha. As produções de Spider-Man, foram recentemente aferidos nas cidades européias para os locais ideais. O tão grande musical de 80 milhões de dólares, provavelmente vai ser em grandes arenas, ao invés de teatros tradicionais, de acordo com as notícias das imprensas. Rick Miramontez, porta-voz da produção, disse ao Playbill.com, que "nós não tivemos nenhum comentário adicional sobre o assunto, mas para confirmar que os produtores Michael Cohl e Jeremiah Harris estão a caminho da Europa para explorar teatros".

## Números musicais
| 1ª Atuação: - "The Myth of Arachne"†† – Peter - "Behold and Wonder"†† – Aracne, Ensemble - "Bullying by Numbers"†† – Peter, os valentões da Escola High School - "No More" – Peter, Mary Jane - "D.I.Y. World" – Norman, Emily, Peter, Escola High School, Laboratório Auxiliar - "Venom" ††– Bullies - "Bouncing Off the Walls" – Peter, estudantes da Escola High School - "Rise Above" – Peter, Aracne, Ensemble - "NY Debut" – Orquestra - "Pull the Trigger" – Norman, Emily, serpentes executivosm, soldados - "Picture This" – Peter, Mary Jane, Norman, Emily | 2ª Atuação: - "A Freak Like Me Needs Company" – Duende Verde, Ensemble - "If the World Should End" – Mary Jane, Peter - "Sinistereo" – Repórteres - "Spider-Man!"†† – Cidadãos de Nova York - "Turn Off the Dark" – Aracne, Peter - "I Just Can't Walk Away (Say It Now)" – Mary Jane, Peter - "The Boy Falls from the Sky"† – Peter - "I'll Take Manhattan"†† – Duende Verde - "Finale – A New Dawn"†† – Elenco completo |

† "The Boy Falls from the Sky" foi escrita por todos os membros da banda de rock irlandesa U2.

†† Não gravado no elenco da Broadway.

## Elenco original da Broadway
- Peter Parker/Homem-Aranha – Reeve Carney
- Mary Jane Watson – Jennifer Damiano
- Norman Osborn/Duende Verde – Patrick Page
- Aracne – T.V. Carpio
- J. Jonah Jameson – Michael Mulheren
- Uncle Ben – Ken Marks
- Aunt May – Isabel Keating
- MJ's Father – Jeb Brown
- Flash Thompson – Matt Caplan
- Emily Osborn – Laura Beth Wells
- Alternate Peter Parker/Homem-Aranha – Matthew James Thomas

Ao longo da história, as substituições do elenco incluíram Timothy Warmen, como Pai de Mary Jane (setembro de 2011), Rebecca Faulkenberry, como Mary Jane Watson (novembro de 2011), Christina Sajous, como Aracne (novembro de 2011), Emily Shoolin, como Emily Osborn (janeiro de 2012), Mateus Wilkas, como Flash Thompson (janeiro de 2012), Katrina Lenk, como Aracne (maio de 2012), Laura Beth Wells, como Emily Osborn (retornado em junho de 2012), Robert Cuccioli, como Norman Osborn/Duende Verde (agosto de 2012) e Jake Epstein, como suplente de Peter Parker/ Homem-Aranha (dezembro de 2012).

## Prémios e indicações

### Produção original da Broadway
| Ano  | Prémio           | Categoria                   | Candidato indicado | Resultado |
| ---- | ---------------- | --------------------------- | ------------------ | --------- |
| 2012 | Tony Award       | Melhor Cenografia           | George Tsypin      | Indicado  |
| 2012 | Tony Award       | Melhor Figurino             | Eiko Ishioka       | Indicado  |
| 2012 | Drama Desk Award | Ator Destaque em um Musical | Patrick Page       | Indicado  |

## Trilha sonora
| Críticas profissionais | Críticas profissionais |
| Avaliações da crítica  | Avaliações da crítica  |
| Fonte                  | Avaliação              |
| ---------------------- | ---------------------- |
| Allmusic               | [ 30 ]                 |
| Rolling Stone          | [ 31 ]                 |

Um álbum conceitual da Broadway, produzido por Steve Lillywhite, foi lançado em 14 de junho de 2011. Em 25 de maio de 2011, a versão single de "Rise Above" foi lançada, intitulado Rise Above 1: Reeve Carney featuring Bono and The Edge, foi lançado digitalmente. O vídeo da música foi lançado em 28 de julho de 2011 e nas paradas da Billboard em 13 de agosto de 2011. O single estreou na Billboard Adult Pop Songs, na posição de número 40, atingido a posição máxima de número 34.
Jon Dolan, da Rolling Stone, deu ao álbum uma classificação de três estrelas, de cinco estrelas, comentando: "Entre todos os desastres, muitas das aflições da versão do Homem-Aranha da Broadway, as canções de Bono e The Edge surgem praticamente ileso pela crítica. Agora que o show foram revisados e remontados, este hino central de luta sobre a adversidade, pode tornar-se uma metáfora para o seu trabalho árduo para a redenção. 'Rise Above' é uma marca balada crescente do U2, com a elegante grandeza dobrada, ao nível de Andrew Lloyd Weber. Mas músicas apresentam grandes vozes também, e, cantando ao lado de Bono sobre esta versão da gravação do próximo álbum do elenco, levando Reeve Carney soar como um substituto nervoso". Stephen Thomas Erlewine, da Allmusic, deu ao álbum apenas uma estrela, afirmando que todos os problemas que atormentaram o "problema-chave da produção obscura do musical foram as escritas das canções de Bono e The Edge, são terríveis". Erlewine resumiu sua análise, chamando as músicas de uma "sombria, bagunça bombástica, muito preocupado com a atmosfera e narrativa em um ouvinte e, ironicamente, não oferecendo o ambiente ou história suficiente para sugerir que o musical iria entreter".